# Fantasia Baetica
La Fantasia Bætica  (en català Fantasia Bètica) és una obra per a piano de Manuel de Falla, composta l'any 1919. Va ser composta per comanda del pianista polonès Arthur Rubinstein, a qui està dedicada. Rubinsteini la va estrenar a Nova York el 20 de febrer de 1920. No obstant això, posteriorment el panista no la va incloure en el seu repertori, estimant-se més interpretar a la seua manera la transcripció per a piano de l'efectiva i popular Danza ritual del fuego de El amor brujo. Ha estat considerada, després de la Iberia d'Isaac Albéniz com la més important obra per a piano eixida de la mà d'un compositor andalus. Amb un rerefons romàntic, la Fantasia baetica gaudeix d'una construcció moderníssima en la qual, en paraules de Joaquín Rodrigo «la guitarra, l'arpa i el piano sospiren per una impossible unitat».
El terme «Baetica» designa la província romana que aproximadament coincideix amb l'actual Andalusia. Es tracta de la darrera obra «andalusa» de Falla, però ací el compositor fa una mirada a una Andalusia ancestral, on es barreja l'element àrab i romà. Obra de gran noblesa, profunditat i perfecció, però de difícil assimilació, va patir durant anys el buit dels intèrprets.